# Okenia ascidicola
Okenia ascidicola är en snäckart som beskrevs av M. P. Morse 1972. Okenia ascidicola ingår i släktet Okenia och familjen Goniodorididae. Inga underarter finns listade i Catalogue of Life.